# Стандартизація
Стандартиза́ція — діяльність, що полягає в установленні положень для загального та неодноразового використання щодо наявних чи потенційних завдань і спрямована на досягнення оптимального ступеня впорядкованості в певній сфері.

## Загальний опис
Під стандартизацією розуміється діяльність, спрямована на досягнення впорядкування в певній області за допомогою встановлення положень для загального і багатократного вживання відносно реально існуючих і потенційних завдань. Ця діяльність виявляється в розробці, публікації вживанні стандартів.
Стандартом називається документ, в якому в цілях добровільного багаторазового використання встановлюються характеристики продукції, правила здійснення і характеристики процесів виробництва, експлуатації, зберігання, перевезення, реалізації і утилізації, виконання робіт або надання послуг. Стандарт також може містити вимоги до термінології, символіки, упаковки, маркування або етикеток і правил їх нанесення.

## Результати стандартизації
За версією ISO найважливішими результатами стандартизації повинні бути:
- підвищення ступеня відповідності продукції, процесів та послуг їх функціональному призначенню;
- усунення перешкод у торгівлі;
- сприяння науково-технічному співробітництву.

## Види стандартизації за рівнем
- Міжнародна стандартизація — стандартизація, що проводиться на міжнародному рівні та участь у якій відкрита для відповідних органів усіх країн.
- Регіональна стандартизація — стандартизація, що проводиться на відповідному регіональному рівні та участь у якій відкрита для відповідних органів країн певного географічного або економічного простору.
- Національна стандартизація — стандартизація, що проводиться на рівні однієї країни.

## Об'єкти стандартизації
Об'єктами стандартизації є:
1. матеріали, складники, обладнання, системи, їх сукупність;
2. правила, процедури, функції, методи, діяльність чи її результати, включаючи продукцію, персонал, системи управління;
3. вимоги до термінології, позначення, фасування, пакування, маркування, етикетування тощо.

## Суб'єкти стандартизації
Суб'єктами стандартизації є:
• Центральний орган виконавчої влади з питань стандартизації (ЦОВМ);
• рада стандартизації та технічного регулювання;
• технічні комітети стандартизації;
• інші суб'єкти, що займаються стандартизацією.
Центральні органи виконавчої влади та організації мають право у відповідних сферах діяльності та в межах повноважень з урахуванням своїх господарських та професійних інтересів організовувати і виконувати роботи із стандартизації, зокрема:
- Розробляти, схвалювати, приймати, переглядати, змінювати стандарти відповідного рівня та припиняти їх дію, встановлювати правила їх розроблення, позначення та застосування;
- Представляти Україну у відповідних спеціалізованих міжнародних та регіональних організаціях стандартизації, виконувати зобов'язання, передбачені положеннями про ці організації;
- Створювати і вести реєстри нормативно-правових актів та нормативних документів для забезпечення своєї діяльності та інформаційного обміну;
- Видавати та розповсюджувати свої стандарти, документи спеціалізованих відповідних міжнародних та регіональних організацій стандартизації, членами яких вони є чи з якими співпрацюють на основі положень про ці організації або відповідних договорів, а також делегувати ці повноваження іншим організаціям.

## Мета і завдання стандартизації
Метою стандартизації в Україні є забезпечення раціонального використання природних ресурсів, відповідності об'єктів стандартизації їх функціональному призначенню, інформування споживачів про якість продукції, процесів та послуг, підтримка розвитку і міжнародної конкурентоспроможності продукції та торгівлі товарами і послугами.
Завдання стандартизації полягають у створенні умов для досягнення:
- економії всіх видів ресурсів;
- безпеки продукції, робіт і послуг для довкілля, життя, здоров'я і майна;
- безпеки господарських об'єктів з врахуванням ризику виникнення природних і техногенних катастроф та інших надзвичайних ситуацій;
- технічної та інформаційної сумісності, а також взаємозамінюваності продукції;
- якості продукції, робіт і послуг відповідно до рівня розвитку науки, техніки і технології;
- єдності вимірювань;
- обороноздатності і мобілізаційної готовності країни.

Стандартизація, як основа технічного регулювання, (діяльність, що спрямована на досягнення оптимального ступеня впорядкованості за даних умов) знаходить дуже широке застосування майже в усіх галузях, вона чітко встановлює вимоги до продукції (військове озброєння, атомна енергетика, аерокосмічна галузь тощо) та питань безпеки, вона дозволяє досягати рівня стандартної (базової) або навіть конкурентоспроможної якості (наприклад, на рівні галузевих стандартів) відповідно до мети застосування.
Національна стандартизація через процес гармонізації з міжнародними нормативними документами, що отримали міжнародне визнання, служить перепусткою на світові ринки для вітчизняних виробників.

## Системи стандартів
Загально-технічні та організаційно-методичні стандарти, як правило, об'єднують в комплекси (системи) стандартів для нормативного забезпечення в певній галузі діяльності. Їх використання дає можливість спростити розробку, конструювання і підготовку виробництва нових виробів, скоротити виробничі цикли, здешевити і поруч з тим підвищити якість вдосконаленої продукції. Подальший розвиток стандартизації веде до створення великих комплексів, що охоплюють цілі галузі, а часто такі комплекси стають і міжгалузевими.
До числа міжгалузевих систем входять Єдина система конструкторської документації (ЄСКД), Єдина система технологічної документації (ЄСТД), Система метрологічних стандартів, об'єднаних назвою «Метрологія», Система стандартів безпеки праці (ССБП), Єдина система технологічної підготовки виробництва (ЄСТПВ), Система розробки і впровадження продукції у виробництво (СРПВ), Система стандартів у галузі охорони природи, Система стандартів на коди і кодування інформації тощо. До систем, які не можна назвати міжгалузевими бо мають загальнодержавне значення слід віднести Державну систему стандартизації України. Стандарти Державної системи стандартизації України позначаються перед реєстраційним номером цифрою 1.

## Методичні основи стандартизації
Існує, також, низка методичних принципів, що застосовуються в діяльності зі стандартизації, серед яких найважливішими є:
- застосування системи переважних чисел полягає у використанні певних, науково обґрунтованих, рядів чисел (номіналів) при виборі номінальних значень параметрів виробів, що проєктуються і виготовляються;
- вибір та оптимізація параметричних рядів виробів, які передбачають, що параметри об'єктів стандартизації вибираються не довільно, а визначаються за єдиними правилами, які нормуються комплексом стандартів;
- уніфікація виробів полягає у виборі оптимальної кількості або в раціональному скороченні числа типів, видів, параметрів і розмірів об'єктів однакового чи близького функціонального призначення. ;
- комплексна стандартизація передбачає розробку системи стандартів, що визначають оптимальні взаємопов'язані та взаємоузгоджені норми і вимоги до самого об'єкта та його елементів, з яких він складається чи від яких він залежить.;
- випереджувальна стандартизація полягає в установленні підвищених вимог і норм відносно досягнутого рівня.

При розробці стандартів використовують науково-технічні результати науково-дослідних, дослідно-конструкторських, дослідно-технологічних, проєктних робіт, результати патентних досліджень, міжнародні, регіональні стандарти, правила, норми і рекомендації з стандартизації, прогресивні національні стандарти інших країн та іншу інформацію про сучасних досягненнях вітчизняної та зарубіжної науки, техніки і технології.

## Види стандартів в Україні
Національні стандарти України (ДСТУ) містять вимоги, які стосуються забезпечення безпеки машинобудівної продукції для здоров'я людей і гігієни роботи, забезпечення достовірності та єдності вимог під час розробки, виготовлення, експлуатації й збереження машинобудівної продукції. Вимоги державних стандартів підлягають безумовному виконанню на всій території України.
Галузеві стандарти України (ГСТУ) розробляються на продукцію, на яку відсутній державний стандарт України, або якщо буде потреба встановити нові вимоги, які перевищують або доповнюють вимоги державних стандартів.
Стандарти науково-технічних та інженерних товариств і спілок України (СНТС) розширюють результати фундаментальних і прикладних досліджень, отриманих в окремих областях знань або в сферах професійних інтересів.
Технічні умови (ТУ) є нормативним документом, що визначає необхідні експлуатаційні умови продукції, що випускається й для якої відсутній державний або галузевий стандарт.
Стандарт організації України (СОУ) розробляється на продукцію або на технологічний процес, які реалізуються на конкретному підприємстві.
Крім зазначених, до категорії нормативних документів зі стандартизації потрібно віднести: міждержавні стандарти; регіональні стандарти; міжнародні стандарти (ISO); національні стандарти інших країн. Міжнародні, міждержавні, регіональні й національні стандарти інших країн в Україні застосовують у рамках міжнародних договорів у встановленому порядку.
З 1 січня 2016, деякі європейські та міжнародні стандарти діятимуть на території України замість національних стандартів. Про це йдеться в наказі Міністерства економічного розвитку і торгівлі України № 1493 «Про прийняття європейських і міжнародних нормативних документів як національних стандартів України, змін до національних стандартів України та скасування національних стандартів України» від 30 грудня 2014 року. На виконання цього наказу було сформовано три переліки прийнятих та скасованих нормативних документів. Відповідні зміни відбуваються за законом «Про стандарти, технічні регламенти та процедури оцінки відповідності» та на виконання статей 26 і 124 Угоди про асоціацію між Україною та Європейським Союзом.